# Heisteria silvianii

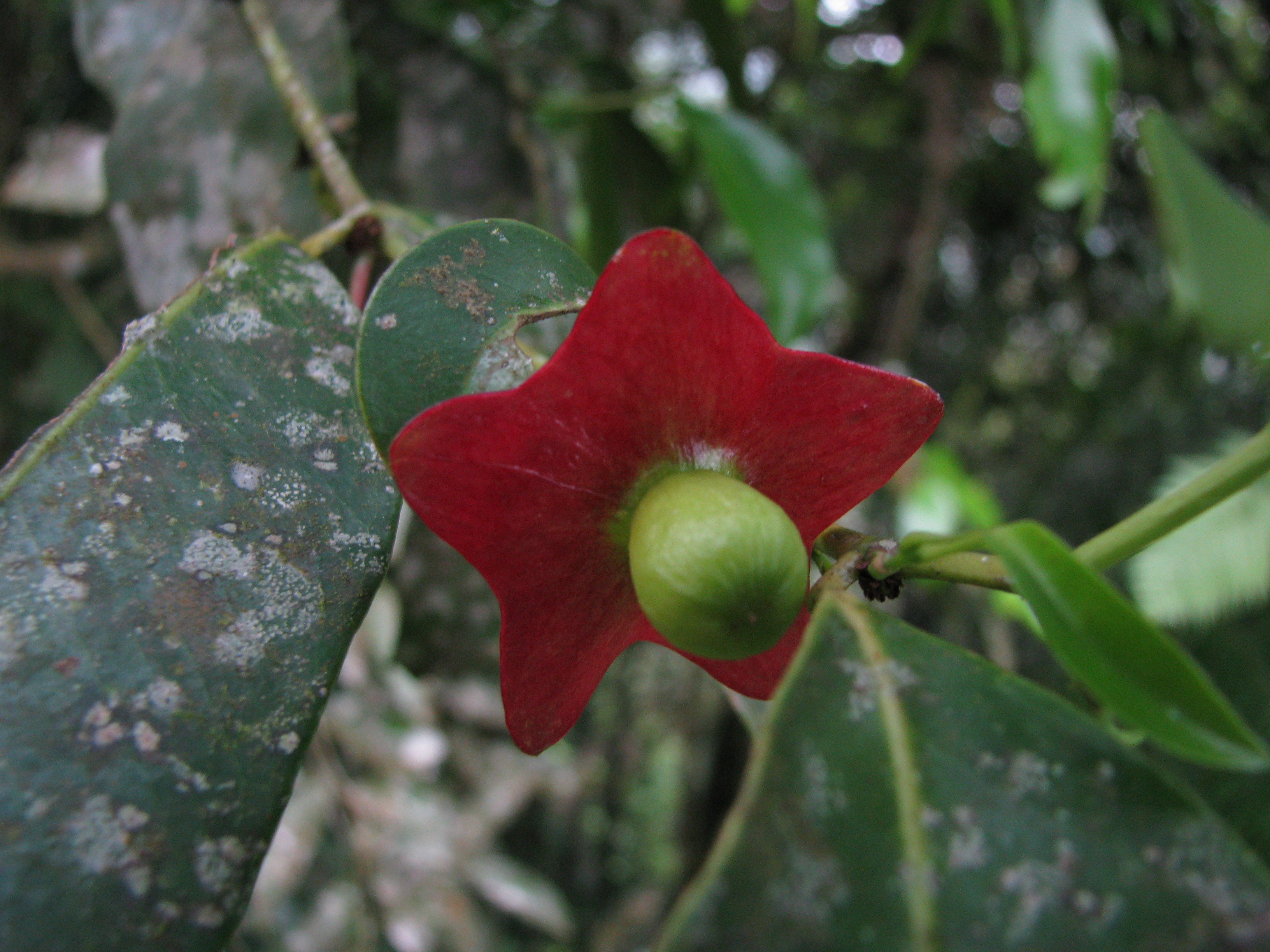
Junge Frucht mit rotem, sternförmigem Kelch von Heisteria silvianii

Heisteria silvianii ist ein Baum in der Familie der Olacaceae aus dem südöstlichen Brasilien im Mata Atlântica.

## Beschreibung
Heisteria silvianii wächst als immergrüner Baum bis etwa 8–15 Meter hoch. Der Stammdurchmesser erreicht 40–50 Zentimeter. Die bräunliche Borke ist im Alter dick und längsrissig.
Die wechselständigen und einfachen, leicht ledrigen sowie kurz gestielten, kahlen Laubblätter sind ganzrandig. Der Blattrand ist teils knapp umgebogen und sie sind bis 8–15 Zentimeter lang und 3–5 Zentimeter breit. Der dickliche, kurze Blattstiel ist 1–1,5 Zentimeter lang. Die unterseits helleren Blätter sind verkehrt-eiförmig oder lanzettlich bis länglich. An der Spitze sind sie manchmal ausgerandet bis herzförmig oder meist bespitzt bis zugespitzt. Die Nervatur ist fein gefiedert mit einer helleren und unterseits erhabenen Mittelader. Nebenblätter fehlen.
Die kleinen, fünfzähligen und gestielten Blüten mit doppelter Blütenhülle stehen in achselständigen Büscheln mit etwa 6–14 Blüten. Der kleine, etwa 1,5 Millimeter lange, verwachsene Kelch hat kleine dreieckige Zipfel. Die fleischige, grün-weiße, innen in der Mitte, weißhaarige, bärtige Krone besteht aus eiförmigen, bis etwa 3 Millimeter langen, dicklichen und gekielten Petalen. Es sind 10 kurze, unten an den Petalen angeheftete Staubblätter mit gestauchten und leicht verdrehten Staubfäden vorhanden. Nach der Befruchtung vergrößert sich der Kelch und färbt sich rot, wie teils auch die Blütenstiele. Der oberständige, flach-ellipsoide, gerillte, dreikammerige Fruchtknoten mit einem kurzen, konischen und gerillten Griffel mit kleiner, dreiteiliger Narbe, sitzt auf einem gerillten Diskus.
Es werden kahle und weißliche bis gelbliche, etwa 1,2–1,5 Zentimeter große, eiförmige bis ellipsoide Steinfrüchte gebildet. Sie sind besitzen einen beständigen, großen und fleischigen, roten und ausladenden bis zurückgelegten, fünflappigen, sternförmigen Kelch, mit etwa 2,5–3 Zentimeter Durchmesser. Das Meso- und Exokarp sind dünn und die großen und bräunlichen, einsamigen Steinkerne sind eichelförmig.

## Systematik
Die Erstbeschreibung als Heisteria silviani (silvani mit einem „i“ am Ende) erfolgte 1900 durch Carl August Wilhelm Schwacke in Plantas Novas Mineiras 2: 3, t. 1. Ein Synonym ist Heisteria stereoneura Pierre ex Glaz.
Das Epitheton ehrt Silviano Brandão (1848–1902), den damaligen Präsidenten von Minas Gerais.